# Elxleben (Sömmerda járás)
Elxleben település Németországban, azon belül Türingiában. Lakosainak száma 2283 fő (2023. december 31.).

## Népesség
A település népességének változása:
| Lakosok száma | 2271 | 2243 | 2274 | 2282 | 2283 |
|               | 2017 | 2019 | 2021 | 2022 | 2023 |